# Dalea bicolor
Engorda cabra (Dalea bicolor) es un arbusto perteneciente a la familia de las leguminosas. Tiene una altura de 30 cm con flores dispuestas en espigas de color amarillo o púrpura. Se distribuye en México, desde la península de Baja California hasta el estado de Puebla. Habita climas semicálidos y templados. Se utiliza en el occidente y bajío de México para tratamientos gástricos.

## Descripción
Es un arbusto de 30 cm a lm de altura, tiene muchas ramas. Las hojas son más anchas en las puntas y están divididas en 7 a 13 hojitas, tienen mucha cera en ambas caras. Las flores son amarillas o púrpuras y dispuestas en espigas al final de las ramas. Los frutos son unas vainas aplanadas con pelos suaves.

## Distribución y hábitat
Es originario de México y Cuba, presente en climas semicálidos, semisecos y templados entre los 540 y los 3000 m s. n. m. Está asociado a matorral xerófilo, pastizal, bosques de encino y de pino.
En México se distribuye ampliamente desde el norte hasta el estado de Puebla.

## Propiedades
La engorda cabra, uno de los nombres que recibe esta planta, es utilizada en general para el tratamiento de trastornos digestivos. En Aguascalientes, se usa para que "los niños formen estomaguito" cuando defecan verde, o tienen diarrea y vómito. Con este propósito se les da a tomar un té preparado con las ramas de esta planta junto con hierba de la gallina (Helianthemum glomeratum), escobilla (Buddleja scordioides) y leche. En tanto que la simple infusión de las ramas, se prescribe a los lactantes que presentan diarrea. En Guanajuato, la planta también se administra, por vía oral, contra los parásitos, para tratar las disenterías y enfermedades de los riñones.

## Taxonomía
Dalea bicolor fue descrita por Carl Ludwig Willdenow y publicado en Enumeratio Plantarum Horti Botanici Berolinensis, . . . 2: 787. 1809.
Etimología
El género fue nombrado en honor del boticario inglés Samuel Dale (1659-1739).
bicolor: epíteto latíno que significa "con dos colores".
Sinonimia
- Dalea comosa Schltdl.
- Dalea ehrenbergii Schltdl.
- Dalea laevigata G.Don
- Dalea seemanni S.Watson
- Dalea thymoides Schltdl. & Cham.
- Dalea tuberculata' Lag.
- Dalea tuberculina (Rydb.) F.J.Herm.
- Dalea verrucosa G.Don
- Parosela bicolor (Willd.) Rydb.
- Parosela longeracemosa Brandegee
- Parosela seemanni (S.Watson) Rose
- Parosela tuberculata (Lag.) Rose
- Parosela tuberculina Rydb.[5]

## Nombre común
- Cabeza de ratón, engorda cabra, escoba de chivo, mezquitillo.
- Damiana, Engordacabra, Hierba de la víbora[1]